# Charles Prévet
Pour les articles homonymes, voir Prevet.
Charles Prévet est un homme politique français né le 18 mars 1852 à Paris, ville où il est mort le 25 février 1914. Il est le frère de Jules Prevet. 

## Biographie

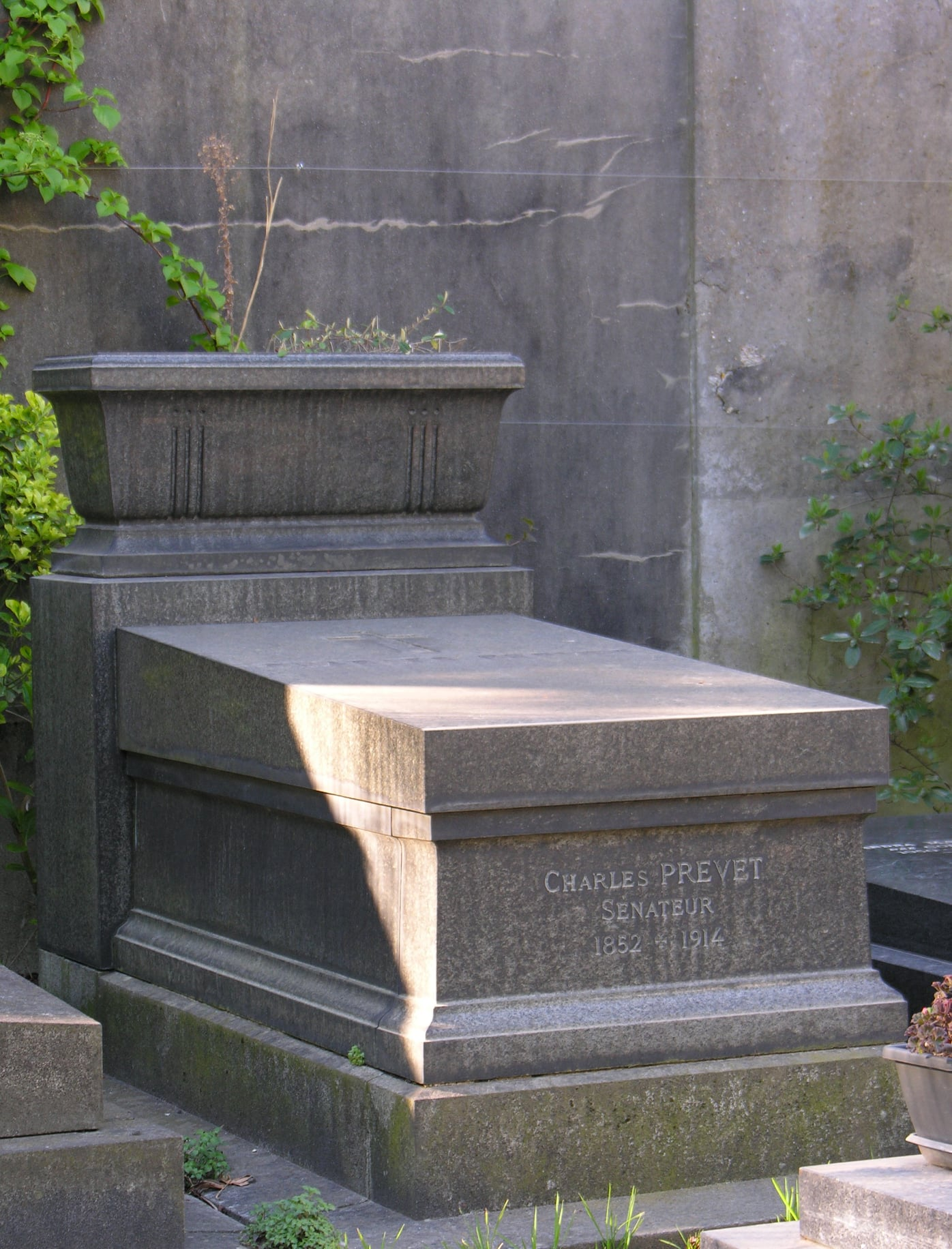
Sépulture au cimetière de Passy.

Il succède dès 1875 à son père au conseil d'administration du Figaro. Il est également président du conseil d'administration du Petit Journal, dont il sera un temps le directeur. Il crée une industrie de conserves alimentaires à Meaux, et est président des Forges de Saint-Denis. Il est une personne en vue dans le monde des Affaires.
Conseiller municipal de Meaux en 1881, il est ensuite maire de Nangis et conseiller général. Il est député de Seine-et-Marne de 1885 à 1893, siégeant au groupe de la Gauche radicale. Il est souvent rapporteur des textes concernant les travaux publics et les chemins de fer. Il est sénateur de Seine-et-Marne de 1894 à 1909, inscrit au groupe de la Gauche républicaine. Il continue à être très actif sur les sujets des travaux publics.
Il meurt le 25 février 1914 en son domicile, au no 6, rue Mérimée  dans le 16e arrondissement de Paris, et, est inhumé au cimetière de Passy (2e division).

## Sources
- « Charles Prévet », dans Adolphe Robert et Gaston Cougny, Dictionnaire des parlementaires français, Edgar Bourloton, 1889-1891 [détail de l’édition]
- « Charles Prévet », dans le Dictionnaire des parlementaires français (1889-1940), sous la direction de Jean Jolly, PUF, 1960 [détail de l’édition]